# Jacques Pierre Abbatucci (General)

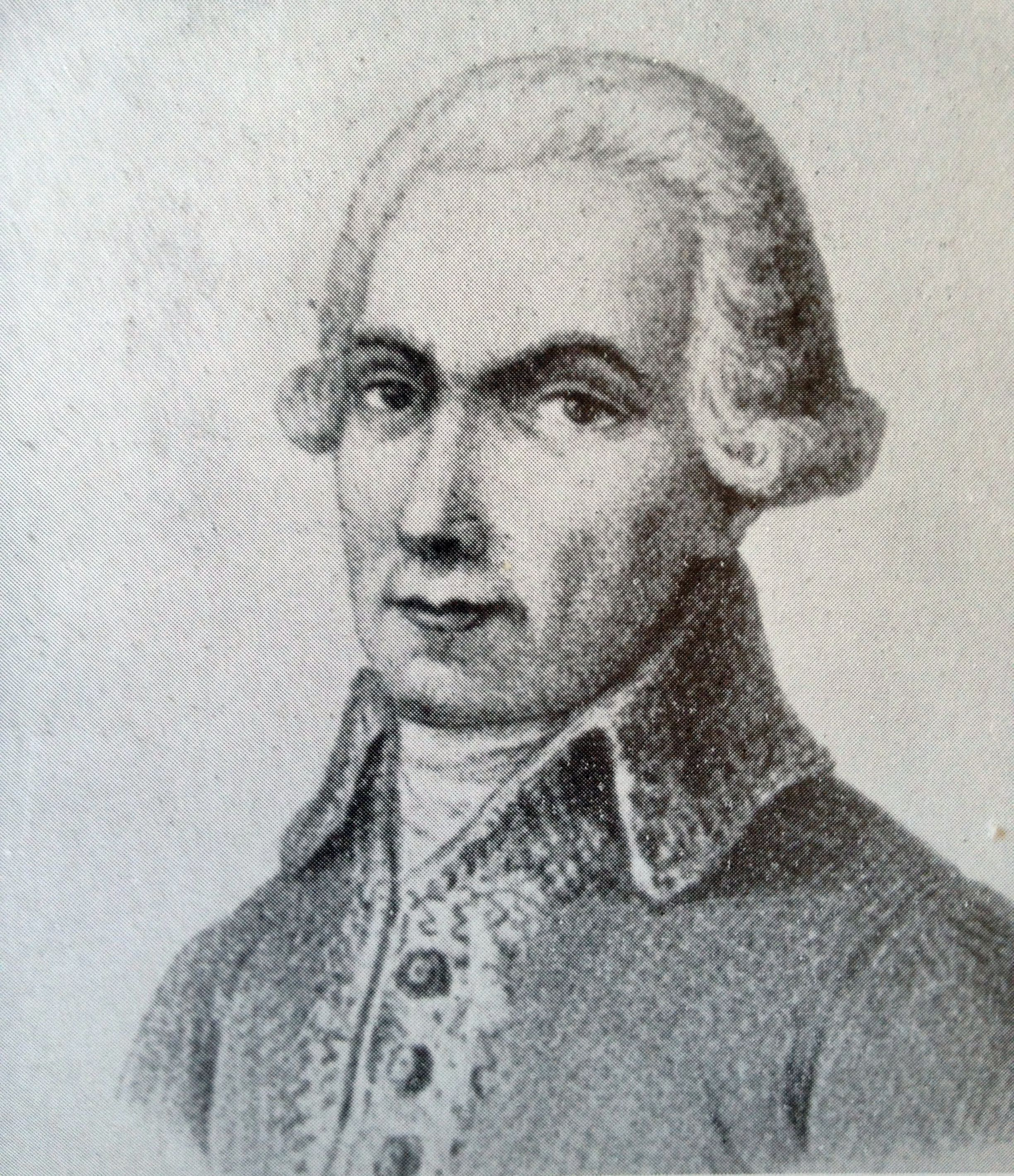
Jacques Pierre Abbatucci

Jacques Pierre Abbatucci (* 7. September 1723 in Zicavo; † 17. März 1813 in Ajaccio) war ein korsischer General.

## Leben
Jacques Pierre Abbatucci war ein Sohn eines in venezianischen Diensten stehenden korsischen Oberst, Jean Séverin Antoine Abbatucci, und dessen Gattin Rose Paganelli, Tochter des Generals Dominique Paganelli de Cozzano. Er besuchte das Jesuitenkolleg zu Brescia und studierte danach an der Universität Padua, wo er 1746 die Doktorwürde der Medizin verliehen erhielt. 1751, ein Jahr nach dem Tod seines Vaters, ließ er sich in Zicavo nieder und heiratete dort in erster Ehe eine Frau Sabiano, Tochter des Podestà von Zicavo, mit der er zwei Töchter bekam.
Abbatucci widmete sich dem Militärstand und wurde während des Krieges zwischen Genua und Korsika, das die Unabhängigkeit von Genua anstrebte, nach der Ermordung Gian Pietro Gafforis (1753) Berater von Peretro und Generalleutnant der aufständischen korsischen Milizen der Pieven (Provinzen) Ornano, Istria, La Rocca und Talavu. 1755 kehrte Pascal Paoli nach Korsika zurück und trat als General und Gouverneur der Nation an die Spitze seiner rebellierenden Landsleute, wurde dabei allerdings nur von 16 von insgesamt 66 Pieven in diese Stellung gewählt. Nun zeigte Abbatucci sich als Paolis Konkurrent und politischer Gegner, erkannte aber 1757 dessen oberste Autorität bei einer Versammlung von Vertretern der vier Pieven Südkorsikas an, wobei allerdings auch eine gewisse Autonomie der südlichen Inselteile gegenüber der Regierung von Paoli beschlossen wurde. Dieser musste seine Machteinschränkung hinnehmen, fand aber im November 1763 Gelegenheit, Abbatucci in Corte inhaftieren zu lassen.
Im Mai 1764 wurde Abbatucci unter der Auflage freigelassen, drei Jahre ins Exil zu gehen, welche Bedingung er aber missachtete. Er lebte in Zicavo und unterhielt geheime Verbindungen mit den Franzosen. Nach einer militärischen Machtdemonstration Paolis musste er schließlich Korsika im März 1765 verlassen und reiste über Livorno und Venedig in die Toskana. Bald versöhnte er sich wieder mit Paoli, kehrte zurück und wurde 1766 einer der Kommandanten Südkorsikas. Nachdem Genua Korsika 1768 an Frankreich verkauft hatte, kämpfte Abbatucci unter Paolis Oberbefehl für die Unabhängigkeit seiner Heimat gegen die neuen Machthaber und trug im Oktober 1768 zum Sieg Paolis gegen den Marquis François Claude Chauvelin in der Schlacht bei Borgo bei. Als die Franzosen unter dem Grafen von Vaux die Korsen im Mai 1769 in der Schlacht bei Ponte Novu entscheidend besiegten, deckte Abbatucci den Rückzug Paolis. Er unterwarf sich dann den Franzosen und wurde von ihnen dafür im September 1769 zum Dragoneroffizier im Rang eines Lieutenant in der korsischen Legion ernannt.
1770 wurde Abbatucci zum Abgeordneten der korsischen Stände gewählt und zum Lieutenant-colonel von Provinzial-Korsika befördert. Seine Beziehungen zum Grafen Charles Louis de Marbeuf verschlechterten sich aber zusehends. Im Gefolge eines Anfang 1778 begangenen Mordes ließ Marbeuf einen politischen Prozess gegen korsische Patrioten durchführen, in den Abbatucci aufgrund falscher Zeugenaussagen verwickelt wurde. Abbatucci musste sich inhaftieren lassen, ging seiner Ämter verlustig und wurde am 5. Juni 1779 vom obersten korsischen Rat wegen angeblicher Zeugenbestechung zu neun Jahren Galeerenstrafe verurteilt. Er hatte drei Jahre Haft im Bagno zu verbüßen und strebte nach einer Wiederaufnahme seines Prozesses. Auch die korsischen Stände protestierten heftig gegen diese Vorgangsweise. 1782 wurde das Urteil vom Pariser Hof aufgehoben und Abbatucci auf Befehl König Ludwigs XVI. freigelassen. Das Parlement d’Aix, ein höherer Gerichtshof, erklärte ihn am 17. Juli 1786 für vollkommen unschuldig. Seit dem 1. Januar 1787 konnte er wieder seinen früheren militärischen Rang eines Oberstleutnants bekleiden und erhielt auch eine finanzielle Entschädigung. Am 6. September 1789 wurde er zum Ritter des Ordens von Saint-Louis ernannt.
Von Frankreich kehrte Abbatucci beim Ausbruch der Französischen Revolution nach Korsika zurück und erhielt u. a. am 1. März 1791 den Rang eines Maréchal de camp. 1793 kandidierte er vergeblich für eine Abgeordnetenwürde im Nationalkonvent. Als Paoli im gleichen Jahr Führer der korsischen Revolte gegen Frankreich geworden war und zur Unterstützung englische Hilfstruppen herbeigerufen hatte, leitete Abbatucci den Abwehrkampf der Franzosen gegen Paoli und die Engländer. Letztere eroberten im Februar 1794 Saint-Florent und im Mai 1794 Bastia. Durch die feindliche Übermacht war Abbatucci schließlich genötigt, sich nach Calvi zurückzuziehen. Er hielt die Verteidigung von Calvi etwa eineinhalb Monate durch und handelte dann mit dem englischen Feldherrn Charles Stuart die Übergabemodalitäten des Ortes aus. Im August 1794 verließ er Korsika und segelte mit seinen Leuten auf englischen Schiffen nach Toulon, war aber schon zuvor von der Partei seiner korsischen Widersacher zum Verräter erklärt worden.
Die Beförderung von Abbatucci zum Général de division  in der Rhein- und Moselarmee (6. April 1795) zerschlug sich; dafür erhielt er am 16. April 1796 den gleichen Rang in der französischen Italienarmee, war aber aufgrund seines Alters nicht mehr in der Lage, Feldzüge mitzumachen und enttäuschte den Oberbefehlshaber Napoleon. Bis Ende 1796 übte er daraufhin ein Kommando in Aix-en-Provence aus. Am 23. September 1800 durfte er endgültig in den Ruhestand treten und kehrte in seine Heimat zurück. Im hohen Alter von 89 Jahren starb er 1813 in Ajaccio. Aus seiner 1769 geschlossenen zweiten Ehe mit Maria Angéla Costa hatte er mehrere Söhne, darunter drei vor ihm verstorbene: Séverin († 1794), Jean Charles († 1796) und Antoine Dominique († 1798).